# Cremera

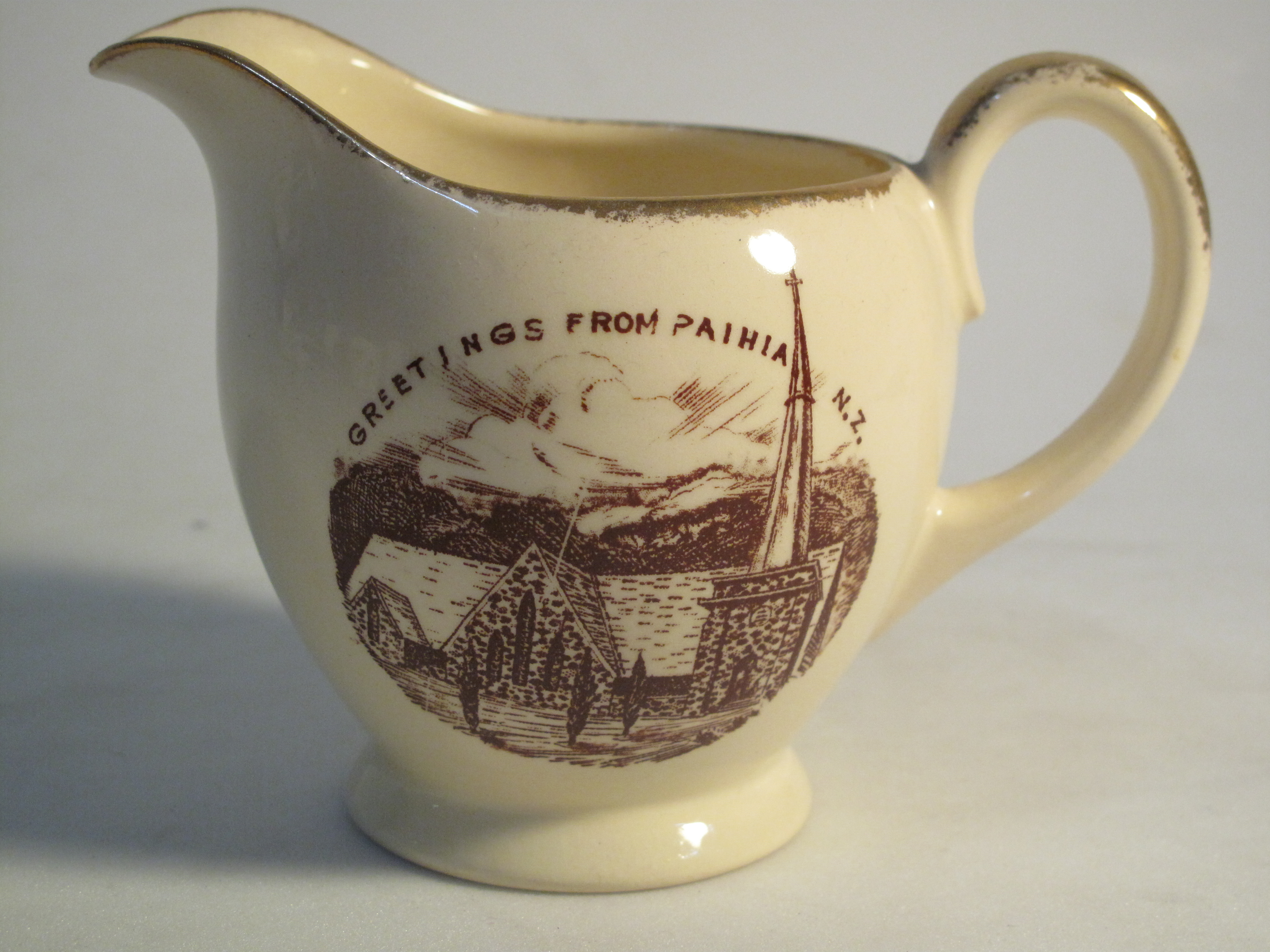
Cremera de Nueva Zelanda,.

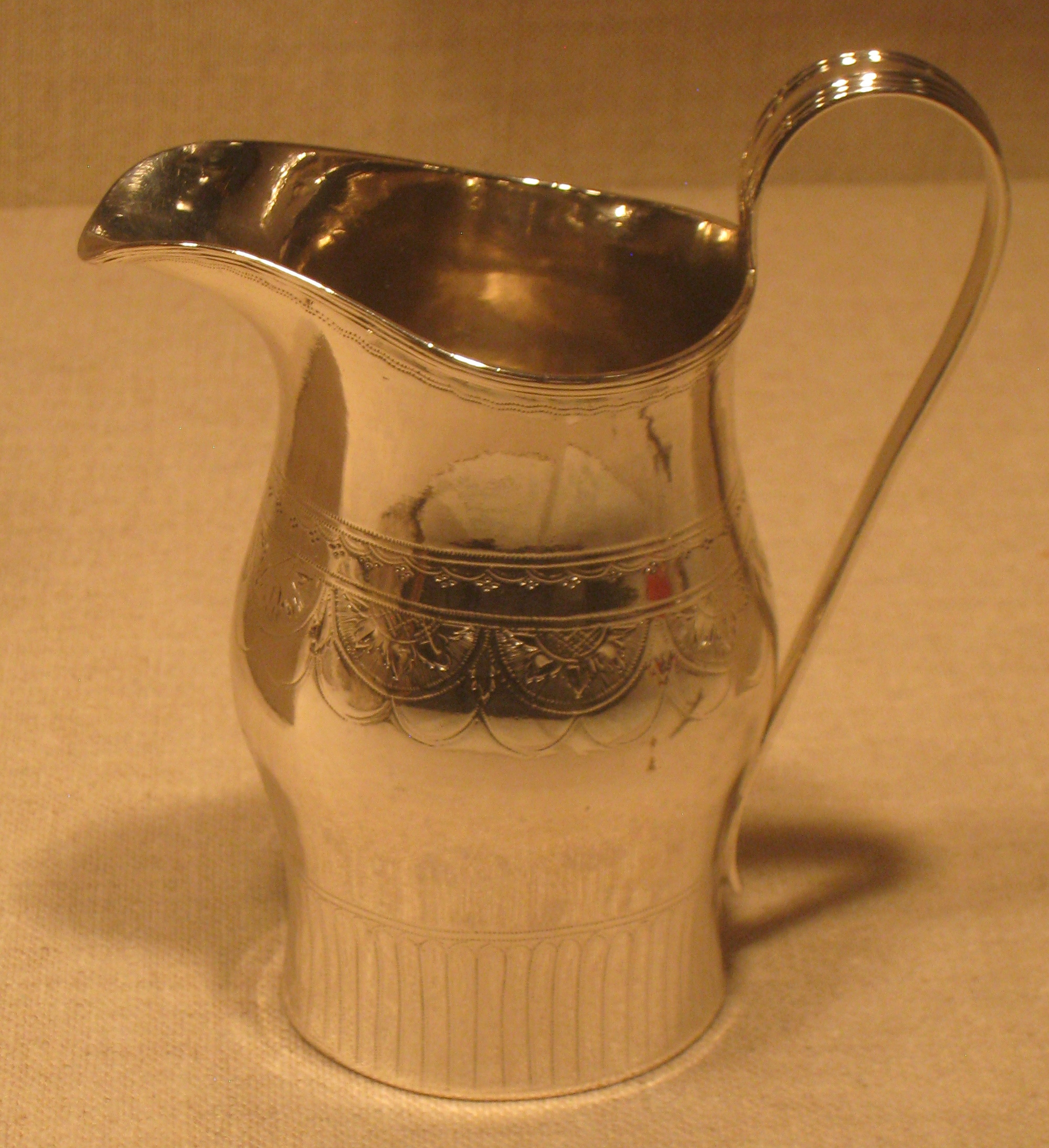
Una cremera de plata decorada de alrededor de 1800, de Paul Revere, Museo de Arte de Worcester

Una cremera es un pichel pequeño o pichela  diseñada para contener crema o leche para servir con té o café en la tradición occidental. Las cremeras pueden ser de loza o porcelana, pero también de plata u otros metales. Se considera que una cremera para leche es parte obligatoria de un juego de café o té, ya sea de plata o de cerámica.

## Cremeras en forma de vaca
Las cremeras con forma de vaca con una abertura o tapa en la parte posterior para el relleno se conocen como cremeras de vacas, y se originaron en Holanda, pero se hicieron muy populares en Inglaterra, primero con las importaciones holandesas y luego, aproximadamente a partir de 1740, en gres vidriado con sal de las ollerías de Staffordshire. Los ejemplos de platería inglesa datan aproximadamente del año 1750. El platero de origen holandés John Schuppe, que trabajó en Londres desde 1753, aunque no produjo una gran cantidad de cremeras, sus ejemplos se encuentran entre los mejores.  La competencia entre dos coleccionistas por una cremera de vacas de plata especialmente valiosa es el argumento de la novela de PG Wodehouse El código de los Wooster . Se han seguido produciendo tanto en plata como en cerámica. El Museo y Galería de Arte de Cerámica tiene la colección Keiller de 667 cremeras de vacas hechas de cerámica.

## Picheles de café espresso
Se pueden utilizar pequeñas cremeras metálicas para preparar café espresso  en donde el espresso se prepara en el pichel, que luego se vierte en la bebida. En este contexto, se las conoce como picheles de café expreso pero también se las denomina "pequeñas cremeras". Los picheles de cerveza suelen ser de 89 mm, lo que es suficiente para cualquier café espresso con excepción del lungo grande.
Los picheles de café expreso se utilizan por lo general para hacer latte macchiatos en capas, los cuales requieren un vertido cuidadoso. En otras bebidas, un pocillo de café expreso o un vaso de chupito es una alternativa común.

## enlaces externos
- Wikimedia Commons alberga una categoría multimedia sobre Cremera.

- «Cremeras en forma de vacas». Staffordshire County Council. 2003. Archivado desde el original el 20 de octubre de 2011.

- Datos: Q27667572
- Multimedia: Creamers / Q27667572